# Wangying, Lichuan
Wangying (kinesiska: 汪营, 汪营镇) är en köping i Kina. Den ligger i Lichuan i provinsen Hubei, i den centrala delen av landet, omkring 540 kilometer väster om provinshuvudstaden Wuhan. Antalet invånare är 60 984. Befolkningen består av 30 031 kvinnor och 30 953 män. Barn under 15 år utgör 25,0 %, vuxna 15-64 år 64 %, och äldre över 65 år 10,0 %.
Runt Wangying är det ganska tätbefolkat, med 172 invånare per kvadratkilometer. Närmaste större samhälle är Lichuan, 15,3 km öster om Wangying. Trakten runt Wangying består till största delen av jordbruksmark.
Genomsnittlig årsnederbörd är 1 547 millimeter. Den regnigaste månaden är maj, med i genomsnitt 260 mm nederbörd, och den torraste är januari, med 15 mm nederbörd.